# Lappmarksprivilegier
Lappmarksprivilegier eller lappmarksfriheter är ett samlingsbegrepp för åtgärder som svenska staten under 1600- och 1700-talen vidtog för att främja kolonisationen av lappmarkerna.

## Lappmarksplakatet (1673)
Lappmarksplakatet, eller Kongl. Plakat den 27 September 1673, angående lappmarkernas bebyggande, utfärdades av Karl XI. Det anslöt sig nära till förslag som lagts fram av landshövdingen i Västerbottens län, Johan Graan.
I lappmarksplakatet konstaterades att land inom lappmarkerna som samerna inte hade någon nytta av skulle kunna brukas av svenska och finska åbor till ängsmark och mulbete, till kungens och rikets tjänst. De som anlade nybyggen lovades särskilda privilegier, nämligen:
- 15 års frihet från alla slags skatter och utlagor
- därefter skattläggning till samma skatt som "sjelfva Lapparna"
- frihet från knektutskrivning i alla tider

Lappmarksplakatet ledde framför allt till en starkt ökad inflyttning av finska kolonister i Kemi lappmark. Vid tingen under 1670- och 1680-talen framförde samerna där alltmer högljudda klagomål mot att finnarnas svedjebruk förstörde jaktmarkerna och att vildrenarna blev skrämda av den boskap som gick på skogsbete. 

## Det förnyade lappmarksplakatet (1695)
Som en följd av klagomålen utfärdade Karl XI ett nytt lappmarksplakat, eller Kongl. Maj:ts förnyade Plakat den 3 September 1695, om lappmarkernas bebyggande och de förmåner och friheter, som de, hvilka sig der nedsätta, åtnjuta skola. I detta fastslogs att nybyggarna inte bara hade privilegier utan även skyldigheter: de som ville komma i åtnjutande av friheterna fick inte "lägga sig allena på öfverflödigt svedjande" utan skulle ägna sig åt att bryta upp permanenta åkrar och ängar.

## Lappmarksreglementet (1749)
I Kongl. Reglemente den 24 November 1749 för dem, som antingen redan bo och bygga i Lappland eller ock hädanefter till landets upbrukande derstädes sig nedsätta vilja, vanligen kallat lappmarksreglementet, preciserade Fredrik I villkoren ytterligare. Nu infördes ett formellt förfarande för nybyggens upptagande, med syn och besiktning. Nybyggaren blev också skyldig att bygga hus och odla upp jord för att visa att projektet var allvarligt menat och inte bara ämnat att utestänga andra. Antalet frihetsår blev mer flexibelt men fick inte överstiga 15. 
Av betydelse för den samiska befolkningen var att det i lappmarksreglementets § 8 slogs fast att jakt efter pälsverk var "lappallmogens" domän; nybyggarna skulle inte ägna sig åt "fikande och farande omkring skogarna efter vildt" eftersom det hindrade jordens uppodlande. Hädanefter fick nybyggarna bara jaga inom en halv mil från sitt hemman.